# 토마스 티메
토마스 티메(독일어: Thomas Thieme, 1948년 10월 29일~)는 독일의 배우이다.

## 출연 작품
- 롬멜 : 사막의 여우 - 폰 클루게 역
- 프리츠 랑 - 에른스트 역
- 차미소스 섀도 - 제임스 쿡 역 (목소리)